# Луций Порций Лицин (претор)
Лу́ций По́рций Лици́н (лат. Lucius Porcius Licinus; умер после 207 до н. э.) — римский военачальник и политический деятель из плебейского рода Порциев, претор 207 года до н. э. Участник Второй Пунической войны. Командовал центром римской армии в битве при Метавре.

## Биография
Луций Порций принадлежал к незнатному плебейскому роду, происходившему из Тускулума, что в Лации. Номен Porcius античные авторы связывают с латинским словом porcus — «свинья». Предполагается, что первые представители этого рода занимались свиноводством. Во второй половине III века до н. э. Порции начали занимать курульные магистратуры в Риме. Согласно Капитолийским фастам, у отца Луция Порция был преномен Марк.
Первые упоминания о Луции Порции в сохранившихся источниках относятся к 211 году до н. э. Тогда он в качестве легата участвовал в осаде Капуи в рамках Второй Пунической войны. Тит Ливий упоминает Лицина как начальника римского лагеря (вместе с Титом Попиллием) в битве с Ганнибалом, пытавшимся помочь осаждённому городу. Защитники лагеря смогли остановить вражескую атаку и «убили слонов, уже взбиравшихся на вал».
В 210 году до н. э. Луций Порций занимал должность плебейского эдила совместно с Квинтом Катием. Эти магистраты организовали игры («по тем временам великолепные», как пишет Тит Ливий) и поставили в храме Цереры бронзовые статуи, изготовленные на деньги от штрафов. В 207 году до н. э. Лицин стал претором. По результатам жеребьёвки он получил Цизальпийскую Галлию и командование над расквартированными там двумя легионами. Уже весной Луций Порций сообщил сенату, что в его провинцию вот-вот вторгнется Гасдрубал Баркид, идущий из Испании на соединение со своим братом Ганнибалом; это письмо заставило республиканские власти активизировать военные приготовления и направить в Галлию одного из консулов, Марка Ливия Салинатора. Лицин, чьих сил было недостаточно для большого сражения, по словам Ливия, «водил своё войско по горам, останавливался в узких ущельях, преграждал путь врагу, мороча его всякими военными хитростями». Наконец, в июне 207 года до н. э. он присоединился к Салинатору у Сены Галльской.
23 июня у реки Метавр состоялось решающее сражение. Луций Порций командовал центром римского боевого порядка, и его задачей было выдержать натиск лигурийской конницы и боевых слонов врага, в то время как левый фланг предпринял атаку, определившую победу Рима. Лицин со своей задачей справился, хотя солдат под его началом, по-видимому, было не слишком много. После этих событий jy уже не упоминается в источниках.
У Луция Порция был сын того же имени, консул 184 года до н. э.